# Labets-Biscay
Labets-Biscay är en kommun i departementet Pyrénées-Atlantiques i regionen Nouvelle-Aquitaine i sydvästra Frankrike. Kommunen ligger i kantonen Saint-Palais som tillhör arrondissementet Bayonne. År 2022 hade Labets-Biscay 144 invånare.

## Befolkningsutveckling
Antalet invånare i kommunen Labets-Biscay
| Referens: INSEE |